# Aeroportul Internațional Gafsa – Ksar
Aeroportul Internațional Gafsa – Ksar (IATA: GAF, ICAO: DTTF) este un aeroport din Gafsa, Guvernoratul Gafsa, Tunisia ce deservește zona Gafsa. A fost numit după zona deservită.
Situat la o altitudine de 323 m, aeroportul dispune de o singură pistă. Este operat de Tunisian Civil Aviation & Airports Authority⁠(d).